# Casorezzo
Casorezzo is een gemeente in de Italiaanse metropolitane stad Milaan (regio Lombardije) en telt 4999 inwoners (31-12-2004). De oppervlakte bedraagt 6,6 km², de bevolkingsdichtheid is 771 inwoners per km².

## Demografie
Casorezzo telt ongeveer 1945 huishoudens. Het aantal inwoners steeg in de periode 1991-2001 met 7,6% volgens cijfers uit de tienjaarlijkse volkstellingen van ISTAT.
| Jaar | Inwoneraantal |
| ---- | ------------- |
| 1991 | 4307          |
| 2001 | 4633          |

## Geografie
Casorezzo grenst aan de volgende gemeenten: Parabiago, Busto Garolfo, Inveruno, Arluno, Ossona.